# Zheng Jing

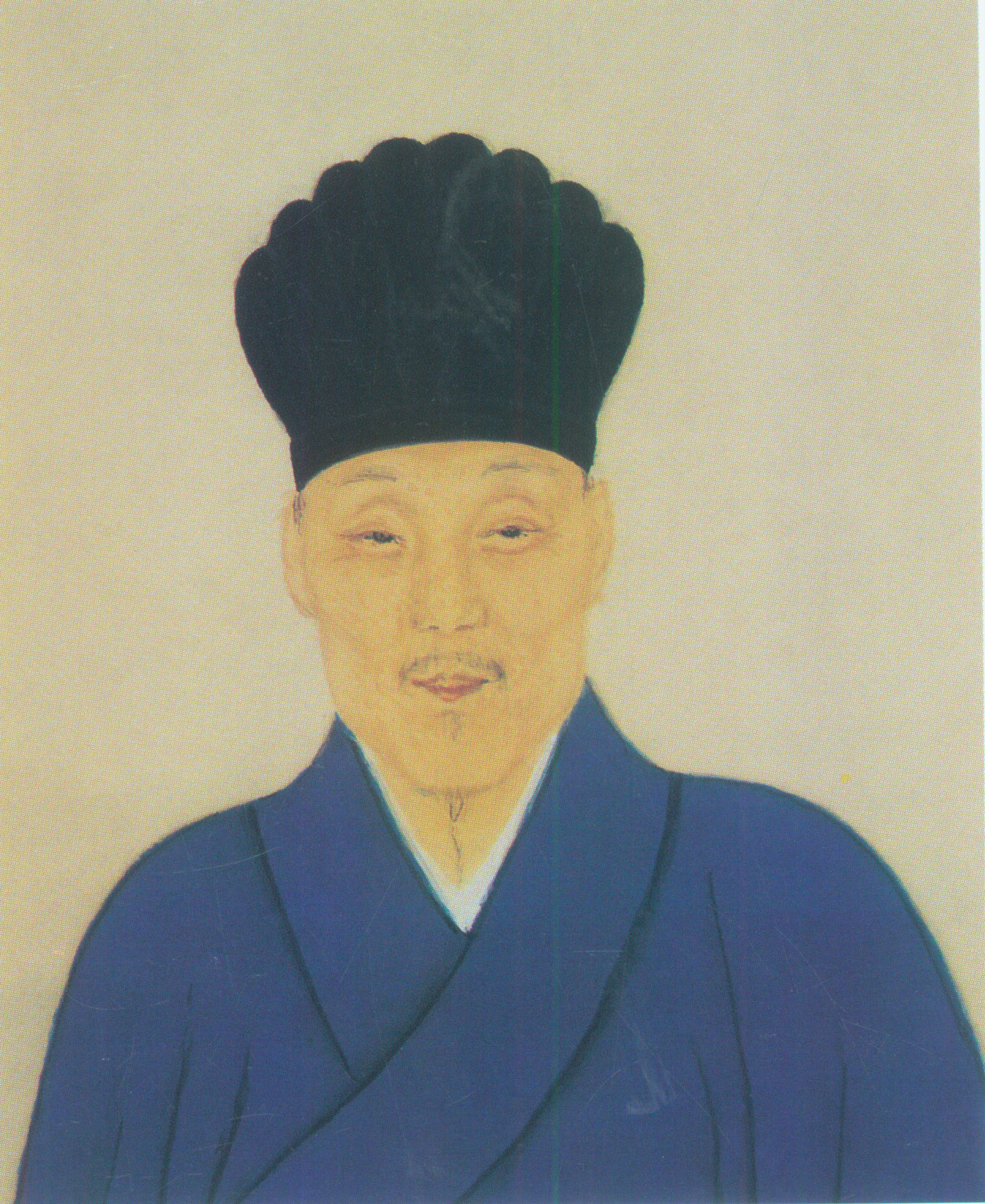
Zheng Jing

Zheng Jing (* 25. Oktober 1642; † 17. März 1681; chinesisch 鄭經, Pe̍h-ōe-jī Tēⁿ Keng; populäre Namen Xianzhi (賢之), Yuanzhi (元之) und Shitian (式天)) war ein chinesischer Warlord des 17. Jahrhunderts und Herrscher des Königreichs Tungning.

## Leben
Er war der erstgeborene Sohn von Koxinga (Zheng Chenggong). Nach Koxingas Angriff auf Fort Zeelandia am 30. April 1661 und einer neunmonatigen Belagerung kapitulierten die zahlenmäßig weit unterlegenen Niederländer unter Gouverneur Frederick Coyett Anfang des Jahres 1662. Koxinga gründete aus den übernommenen Gebieten der Niederländer auf Formosa (Taiwan)  das Königreich Tungning, während Zheng Jing in Xiamen und Quemoy die Truppen seines Vaters führte.
Nach dem Tod Koxingas am 23. Juni 1662 übernahm Zheng Jing im Streit mit seinem Onkel Zheng Shixi die Regentschaft Tungnings. Er versuchte eine Annäherung und Aussöhnung mit der Qing-Dynastie und schickte Gesandte nach Peking, um für Tungning den Status eines autonomen Staates zu erreichen. Dieses Vorhaben scheiterte an den Forderungen der Qing-Regierung. Als Reaktion auf Überfälle der Tungning-Flotte auf chinesische Küstenstädte verfügte Peking die Blockade Taiwans sowie die Unterstützung von Zheng Jing-feindlichen Kräften auf der Insel. Ausgelöst durch eine Hungersnot in China und die Verfolgung der Ming-Anhänger kam es zwischen 1662 und 1664 zu mehreren Einwanderungswellen von Festlandschinesen nach Taiwan, die von Zheng Jing kräftig gefördert wurden. Weiterhin förderte er den Handel mit Engländern, Niederländern, Japanern und anderen asiatischen Staaten. Nachdem Pläne zu einem Angriff auf die Philippinen fehlgeschlagen waren, unternahm Zheng Jing zwischen 1676 und 1680 eine groß angelegte Invasion der Provinz Fujian. Nach anfänglichen Erfolgen wurde er von den Qing-Truppen vertrieben und zog sich wieder nach Taiwan zurück.
Zheng Jing starb nach fast 20-jähriger Herrschaft im Jahr 1681 im Alter von 39 Jahren. Sein von ihm zum Nachfolger bestimmter unehelicher Sohn Zheng Kezang fiel kurz darauf einem Staatsstreich zum Opfer und der zwölfjährige Zheng Keshuang, ein anderer unehelicher Sohn Zheng Jings, wurde als König installiert. Das führte zur Spaltung von Regierung und Militär und zu schweren Machtkämpfen. Die Qing-Regierung in Peking nutzte diese Schwäche Tungnings und entsandte eine Flotte unter Admiral Shi Lang nach Taiwan. Nach mehreren Niederlagen kapitulierte Tungning am 3. Oktober 1683 schließlich vor Shi Lang. Nach 21 Jahren endete damit das Königreich Tungning.